# Trithemis arteriosa
Trithemis arteriosa är en trollslända i familjen segeltrollsländor som är vitt spridd och vanlig i större delen av Afrika. Den förekommer i varierade habitat, bara där finns tillgång till någon form av vattensamlingar för dess fortplantning. I täta regnskogar är arten dock frånvarande. Hanen har vackert röda vingribbor, vilket antyds av dess engelska namn Red-veined Dropwing.

## Kännetecken
Denna art har som imago en längd på 32–36 millimeter. Bakvingens längd är 26–28 millimeter och dess vingspann är cirka 58 millimeter. Den fullt utfärgade hanen har rödfärgad bakkropp och rödaktiga vingribbor. Honan har gulbrunaktig bakkropp. Mellan vingarna har honan ett blekt streck. På sidorna av bakkroppens segmenten finns hos båda könen svarta fläckar. Dessa fläckar ökar i storlek mot bakkroppens spets och ytterst på denna är trollsländan helt svart. På vingarna vid vingbasen har både honan och hanen orangefärgade fläckar. Vingmärket är mörkt. Unga hanar som inte är utfärgade har gulbrunaktig bakkropp, likt honan.

## Utbredning
Arten förekommer i större delen av Afrika. Det finns några spridda observationer av arten från sydligaste Europa och Mellanöster men den har inte någon stabil population i Europa.

## Levnadssätt
Trollsländor har en livscykel med ofullständig förvandling. Honorna lägger ägg i vattensamlingar. Äggen kläcks till nymfer som livnär sig på rov. När nymferna är redo att förvandlas till fullvuxna insekter lämnar de vattnet och ombildas till imago. Då trollsländan lever i varmt klimat kan vuxna sländor ses flyga året runt. Arten förekommer i varierande habitat, från våtmarker till torrare områden, då den kan nyttja temporära vattensamlingar för fortplantning. Undantaget är täta regnskogar. Även de fullvuxna trollsländorna är rovdjur. Hanarna försvarar ett revir mot andra hanar.